# Дон-Медиа
«Дон-медиа» — российский медиахолдинг, находящийся в Ростовской области; полное название — Государственное унитарное предприятие Ростовской области «Дон-медиа».

## История и деятельность
В соответствии с постановлением Главы Администрации Ростовской области от 02.07.1998 № 252 было создано Государственное унитарное предприятие Ростовской области «Редакция газеты „Молот“».
Во исполнение постановления Правительства Ростовской области от 27.05.2015 № 361 «О государственных унитарных предприятиях Ростовской области» государственное унитарное предприятие Ростовской области «Редакция газеты „Молот“»: реорганизовано путем присоединения к нему государственного унитарного предприятия Ростовской области «Редакция газеты „Сальская степь“»; переименовано в государственное унитарное предприятие Ростовской области «Дон-медиа».
В состав холдинга входят:
- областной телеканал «ДОН 24»;

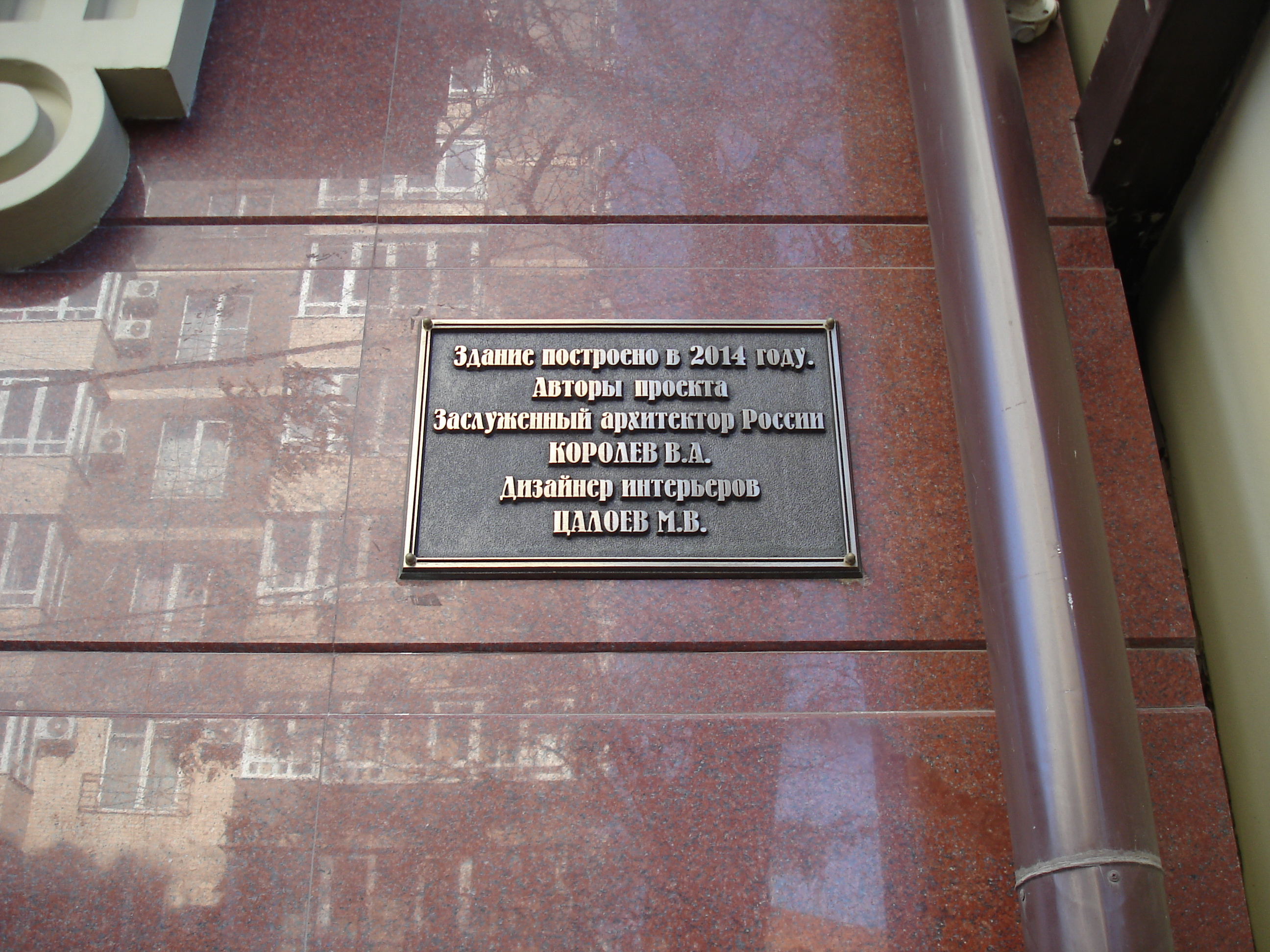
Табличка на здании пресс-центра

- областная общественно-политическая газета «Молот»;
- областная радиостанция «ФМ-на Дону»;
- информационное агентство «ДОН 24» (сайт don24.ru);
- пресс-центр «Дон-медиа»
- Сальский филиал ГУП РО «Дон-медиа» (г. Сальск, ул. Севастопольская,12, редакция общественно-политической газеты «Сальская степь», печатный цех г. Сальск, ул. Кирова,56).

Приватизация
В IV квартале 2021 года правительство Ростовской области планирует приватизировать государственное унитарное предприятие «ДОН-Медиа», то есть будет преобразовано ныне существующее ГУП в акционерное общество, а 100 % акций будет находиться в собственности Ростовской области.

## Учреждённые СМИ[3]
- Общественно-политическая газета «Наше время»
- Общественно-политическая газета «Авангард» Обливский район
- Общественно-политическая газета «Азовская неделя» г. Азов
- Общественно-политическая газета «Веселовские вести»
- Общественно-политическая газета «Вести чертковские» Чертковский район
- Общественно-политическая газета «Вестник Приманычья» Пролетарский район
- Общественно-политическая газета «Волгодонская правда» г. Волгодонск
- Общественно-политическая газета «Восход» Заветинский район
- Общественно-политическая газета «Вперед» г. Батайск
- Общественно-политическая газета «Донецкий рабочий» г. Донецк
- Общественно-политическая газета «Донские огни» Константиновский район
- Общественно-политическая газета «Донской маяк» Зерноградский район
- Общественно-политическая газета «Заря» Егорлыкского района
- Общественно-политическая газета «Заря» Мясниковского района
- Общественно-политическая газета «Звезда Придонья» Усть-Донецкий район
- Общественно-политическая газета «Звезда Шахтера» г. Гуково
- Общественно-политическая газета "«Знамя шахтера» г. Новошахтинск
- Общественно-политическая газета «Земля» Каменский район
- Общественно-политическая газета «Искра» Верхнедонской район
- Общественно-политическая газета «Кагальницкие вести» Кагальницкий район
- Общественно-политическая газета «Колос» Песчанокопский район
- Общественно-политическая газета «Красносулинский вестник» Красносулинский район
- Общественно-политическая газета «Луч» Милютинский район
- Общественно-политическая газета «Мартыновский вестник» Мартыновский район
- Общественно-политическая газета «Морозовский вестник» Морозовский район
- Общественно-политическая газета «Наш край» Миллеровский район
- Общественно-политическая газета «Наша газета» г. Зверево
- Общественно-политическая газета «Новочеркасские ведомости» г. Новочеркасск
- Общественно-политическая газета «Перекресток» Белокалитвинский район
- Общественно-политическая газета «Приазовская степь» Неклиновский район
- Общественно-политическая газета «Победа» Аксайский район
- Общественно-политическая газета «Приазовье» Азовский район
- Общественно-политическая газета «Придонье» Цимлянский район
- Общественно-политическая газета «Районные вести» Тацинский район
- Общественно-политическая газета «Рассвет» Ремонтненский район
- Общественно-политическая газета «Родная сторона» Тарасовский район
- Общественно-политическая газета «Родник» Матвеево-Курганский район
- Общественно-политическая газета «Романовский вестник» Волгодонской район
- Общественно-политическая газета «Сальская степь» Сальский район
- Общественно-политическая газета «Светлый путь» Багаевский район
- Общественно-политическая газета «Светоч» Дубовский район
- Общественно-политическая газета «Семикаракорские вести» Семикаракорский район
- Общественно-политическая газета «Сельский вестник» Октябрьский район
- Общественно-политическая газета «Слава труду» Кашарский район
- Общественно-политическая газета «Станичные ведомости» Боковский район
- Общественно-политическая газета «Степная новь» Зимовниковский район
- Общественно-политическая газета «Степные зори» Орловский район
- Общественно-политическая газета «Таганрогская правда» г. Таганрог
- Общественно-политическая газета «Тихий Дон» Шолоховский район
- Общественно-политическая газета «Труд» г. Каменск-Шахтинский
- Общественно-политическая газета «Целинские ведомости» Целинский район
- Общественно-политическая газета «Шахтинские известия» г. Шахты

## Конкурсы, организованные предприятием
- Конкурс журналистских работ «Безопасный Дон»[4]
- Конкурс журналистских работ «СМИ против коррупции»[5]
- Конкурс журналистских работ на премию Губернатора Ростовской области[5]
- Конкурс молодых журналистов «Юный журналист Дона»[6]
- Конкурс среди печатных и электронных СМИ «СМИ против наркотиков»[7]